# Pedro Ximénez de Gazólaz
Pedro Ximénez de Gazólaz (Gazólaz, Navarra, primera mitad del siglo XIII – 28 de octubre de 1266) fue el obispo de Pamplona desde 1242 hasta su muerte y en esos 24 años podemos constatar que fue un obispo verdaderamente inquieto en todos los terrenos, tanto espiritual como material.

## Biografía
Nació en Gazólaz durante la primera mitad del siglo XIII, cuando la catedral de Pamplona controlaba no sólo la tierra de la Cuenca y la Cendea de Cizur, sino también la vida de sus vecinos.
Era hijo de Ximénez de Gazólaz, noble y caballero principal del incipiente reino de Pamplona. De su madre no se tienen noticias.
El 20 de enero de 1242, su nombre aparece en la historia eclesiástica con el título de obispo electo de Pamplona. Pedro, según uno de sus biógrafos más destacados, José Goñi Gaztambide, era «enérgico, indomable y autoritario. Su carácter tenía algo de dureza, de la agresividad, de la inflexible energía de su contemporáneo, Inocencio IV». Quizá eso le valiera para defender sus posiciones frente a la corona en su intento de mediatizar al poder religioso.
El enfrentamiento más destacado lo tuvo con Teobaldo I; si bien la excusa fue un pleito acerca de unas posesiones en la villa de Aoiz (1244), en el fondo se trataba de una cuestión de poder. El obispo acusó formalmente a Teobaldo de atentar contra la libertad de la Iglesia. A partir de ese momento se desencadenó una lucha tremenda entre ambos, hasta el punto que Teobaldo acusó al obispo de haber incurrido en excomunión.
Siguió su particular pelea contra la corona en la figura de Teobaldo II y demostró nuevamente el talante indomable de un servidor de las milicias divinas que fue más allá de la lucha espiritual.
Se granjeó numerosos enemigos, incluso en el seno de la iglesia-cátedra. Tuvo numerosos conflictos con los monasterios, a los que se enfrentó. Es el caso de Irache, al que exigió la libre ordenación de las iglesias dependientes del monasterio. También tuvo sus peleas con el monasterio de San Juan de la Peña en 1353, con los franciscanos, y con el obispo de Zaragoza.
Su vida y su obra es la suma de la ambición, el poder, la arrogancia y el enfrentamiento con sus opositores. En juego estaban el poder y el control de una institución que antificaba guerras y que también generaba numerosos ingresos.
Murió el 28 de octubre de 1266 mientras los burgos se unían en Pamplona.

## Legado
Tiene una calle en su honor en su localidad natal, Gazólaz.
| Predecesor: Pedro Ramírez de Pedrola | Obispo de Pamplona 1242 - 1266 | Sucesor: Armingot |